# Mimononymoides
Mimononymoides is een kevergeslacht uit de familie van de boktorren (Cerambycidae). De wetenschappelijke naam van het geslacht werd voor het eerst geldig gepubliceerd in 1972 door Breuning.

## Soorten
Mimononymoides is monotypisch en omvat slechts de volgende soort:
- Mimononymoides somaliensis Breuning, 1972